# Gagea alexeenkoana
Gagea alexeenkoana är en liljeväxtart som beskrevs av Pavel Ivanovich Misczenko. Gagea alexeenkoana ingår i Vårlökssläktet och i familjen liljeväxter. Inga underarter finns listade.